# Катинсус Валерій Васильович
Вале́рій Васи́льович Кати́нсус (нар. 27 квітня 1978, Кишинів) — молдавський футболіст, захисник ярославського «Шинника».

### Кар'єра
Валерій Васильович народився у Кишиніві, почав грати у місцевому «Агро», а потім перебрався до «Зімбру», де тричі став чемпіоном Молдови та двічі став володарем Кубку Молдови. З 2002 до 2003 року Катинсус грав в Україні в одеському «Чорноморці», а з 2004 року грає у російських клубах: «Арсенал» Т, «Том», «Шинник».

## Досягнення
- Чемпіон Молдови (3): 1997—1998, 1998—1999, 1999—2000;
- Володар Кубку Молдови (2): 1996—1997, 1997—1998.